# Председник Италијанске Републике
Председник Италијанске Републике (итал. Presidente della Repubblica Italiana) је шеф државе Републике Италије, и као такав више је симбол националног јединства него представник конкретне политичке тенденције. Бира се на период од седам година.
Актуелни председник Републике је Серђо Матарела, изабран у четвртом кругу, 31. јануара 2015, а проглашен за дванаестог председника 3. фебруара исте године.
Наполеон I Бонапарта је био први председник Италије у историји, од 26. јануара 1802. до 17. марта 1805. године.

## Квалификације
- италијанско држављанство
- минимум 50 година живота
- да особа нема ускраћена политичка или цивилна права.

## Избори
Председника Републике бира италијански Парламент на заједничкој седници са по три представника сваке италијанске регије, осим Долине Аосте која даје само једног представника.
Да би се постигао максимални консензус за институцију која треба да гарантује поштовање Устава, у прва три круга гласања потребна је двотрећинска већина. У осталим круговима је довољна проста већина.
Председнички мандат траје седам година. На тај начин је обезбеђено да председника не може да бира исти састав Парламента, пошто су посланички мандати петогодишњи.
Гласање се обавља у Доњем дому италијанског Парламента. Председник ступа на дужност након што пред Парламентом положи заклетву и одржи поздравни говор.
Током гласања представници могу и плански одсуствовати са гласања, оставити празан листић, или уписати било које име. Тако се дешавало да су гласове за председника Италије између осталих добијали: Софија Лорен, Роберто Манћини, Ђовани Трапатони, Марадона и остали фудбалери и јавне личности.

## Председнички мандат
Председнички мандат може бити прекинут
- смрћу;
- добровољном оставком;
- трајном неспособношћу која је последица тешке болести;
- разрешењем због издаје или непоштовања Устава.

Бивши председници добијају титулу председник емеритус Републике и постају доживотни сенатори (итал. senatore a vita).
У одсуству председника Републике, које укључује путовања у иностранство, његове функције обавља председник Сената.

## Резиденција
Званична резиденција председника Републике је палата Квиринале, која се налази у Риму, али он није у обавези да тамо живи, као пто су то одабрали бивши председници Сандро Пертини, Франческо Косига и Оскар Луиђи Скалфаро. Председнику су на располагању су и службене просторије у Кастелпорцијану, близу Рима, као и Вила Роузбери у Напуљу.